# ツタンカーメンのマスク
ツタンカーメンのマスクとは、古代エジプト第18王朝のファラオ、ツタンカーメン（在位紀元前1332年－1323年）の黄金のマスクである。1925年に、ハワード・カーターによって王家の谷の墳墓KV62で発見されたもので、現在は、カイロのエジプト考古学博物館に収蔵されている。このマスクは、世界でもっともよく知られた芸術作品の一つである。
マスクはエジプト神話の来世の神であるオシリスに似た顔を持ち、高さ54センチメートル、重量10キログラム超、または、321.5トロイオンスで、半貴石で飾られている。マスクの両肩部分には、『死者の書』にある古代の呪文が神聖象形文字で刻印されている。マスクは、下方に伸びた重量2.5キログラムのあごひげが脱落し、博物館の作業員が応急で接着した後、2015年に修理しなければならなかった。
エジプト学者ニコラス・リーヴスによれば、このマスクは、「ツタンカーメン王墓における精髄であるのみならず、おそらく古代エジプトそれ自体において、もっともよく知られた工芸品である」。2001年以来の研究では、マスクは元々は、女王ネフェルネフェルウアトンのために制作されたものと考えられる。彼女の王号（アンクケペルウレー、Ankhkheperure）が、マスクの内側部分にある、部分的に消去されたカルトゥーシュのなかに見いだされた。

## 発見
ツタンカーメンの埋葬室は、1922年に王家の谷にあるテーベのネクロポリス（死者の町）で発見され、1923年に内部が開かれた。英国の考古学者ハワード・カーターに率いられた発掘隊が、ツタンカーメンのミイラが収まる重い石棺を開くことができるまでには更に2年を要した。1925年10月28日、発掘隊は三重の棺を順次に開いてゆき、最終的に約3,250年が経過した後で、はじめて人々が目にする黄金のマスクが現れた。カーターは日記に次のように記した：
ピンが外され、蓋が持ち上げられた。最終まであと一歩手前の情景が現れた。オシリスを象徴する悲哀と静謐の表現を持つ金のマスクと、それをまとう若い王のミイラで、綺麗に布に包まれていた。……マスクは神（オシリス）の属性を帯びていたが、だがまた、穏やかで美しい、立像や棺にわたしたちが見いだしたトゥト・アンク・アメンのものと同じ特徴がうかがえた。マスクはわずかに後ろにずれていた。そのため、その視線はまっすぐに天に向いていた。
1925年12月、マスクは墓から取り出され、木枠に収納されてカイロのエジプト考古学博物館まで635キロメートルを輸送された。マスクは以来、博物館で公開展示されている。

## マスク
マスクは長さが54センチメートル、幅が39.3センチメートル、奥行きが49センチメートルある。1.5mmから3mmの範囲で厚さが変化する二層の高カラット（高純度）の金で仕上げられており、重量は10.23キログラムである。X線結晶解析によって、マスクは二種類の金合金を含んでいることが明らかになった。顔と首の部分には、明るい色合いの18.4カラットの金が、マスクの他の領域は、22.5カラットの金が使われていた。
マスクの顔面は、標準的なファラオのイメージを表しており、発掘隊員たちは、同じイメージを墓のなかの別の場所、とりわけ複数の守護者立像で見つけた。ネメスの頭飾りを付け、頭頂には、下エジプトと上エジプトにおけるツタンカーメンの統治をそれぞれ象徴する、コブラ（ウアジェト、Wadjet）と禿鷹（ネクベト、Nekhbet）の王章（エジプト王冠）を冠している。耳にはイアリングを掛けるためのピアス穴が開けられているが、これは、現存する古代エジプトのほぼすべての工芸品において、女王（王妃）や子供たち用の品物に見られる特徴である。
マスクには彩色ガラスと宝石、半貴石が象眼されており、これらは、ラピスラズリ（眼の周囲と眉）、水晶（両目）、黒曜石（瞳孔）、紅玉髄、長石、ターコイズ、アマゾナイト、焼結水晶セラミック（エジプト・ファイアンス: en）、その他の石（幅広カラーの象眼に使用）からなる。

### あごひげ
1925年に発見された時、青いラピスラズリが象眼された重さ2.5キログラムの細長い黄金のあごひげがあり、組紐のような効果をもたらしていたが、マスクから分離してしまった。しかし1944年に木製の合わせくぎを使って、再び頤に取り付けられた。
2014年8月にクリーニングのためマスクを展示ケースから取り出した際、あごひげが取れてしまった。担当責任者である博物館の作業員が、あごひげを固定しようと速乾性のエポキシ樹脂を使ったが、あごひげは本来の中心位置からずれて接着された。2015年の1月になって、この処置による損傷が判明し、ドイツのエジプト学者のチームが修理したが、この時使ったのは蜜蝋で、古代エジプト人が使用していた天然接着剤である。
2016年1月には、伝えられるところ、エジプト考古学博物館の8人の職員が、科学的かつ専門的な修復方法を無視して作業しマスクに恒久的な損傷を与えたとして裁判にかけられると発表された。博物館の前館長と修復部門の前局長が、検察によって起訴されることになった。2016年1月時点では、審問の予定日付等は分かっていない。

### 銘刻

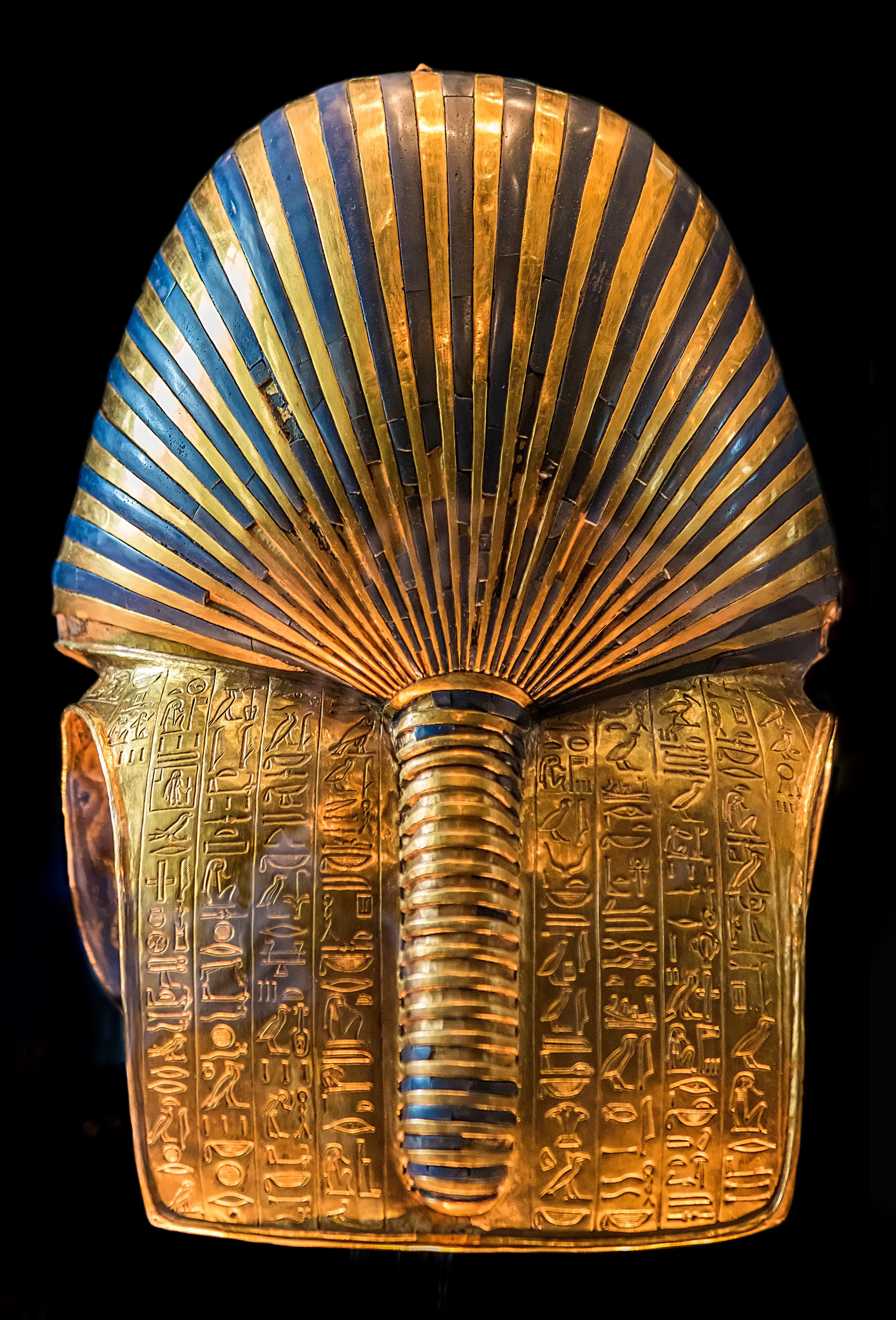
マスクの背面

守護の呪文が、マスクの背面と肩部分にエジプト象形文字（en）で、縦10行と横2行にわたって刻印されている。この呪文はツタンカーメンから500年前の中王国時代においてマスク面に初めて現れたものであり、『死者の書』の第151章に記されていたものである。
「汝の右眼は（太陽神の）夜のバルク船であり、汝の左眼は昼のバルク船なり、汝の両眉は九柱の神々の眉なり、汝の額はアヌビスの（額）なり、汝の首のうなじはホルスの（うなじ）なり、汝の髪の房はプタハ-セケルの（房）なる。（汝は）オシリス（ツタンカーメン）の御前にあり。汝によりて彼は見る、汝は多くの善き道へと彼を導く、汝は彼のためセトの連合軍を打ち砕く、こうして汝の敵を打ち破ろうであろう。偉大なプリンスの城にあるヘリオポリスの七柱の神々に先んじて。……オシリス、上エジプトの王ネブケペルウレー［ツタンカーメンの即位名, Nebkheperure］、死して、レーにより復活せり」。
オシリスはエジプトの来世の神であった。古代のエジプト人は、オシリス同様に保存された王（ファラオたち）は、死者の国を統治すると信じていた。この考えが、より古い時代の太陽信仰に完全にとって代わったことはない。古い信仰では、死した王たちは太陽神レーとして復活しその身体は金とラピスラズリで造られていた。古い信仰と新しい信仰は融合し、その結果、ツタンカーメンの石棺や墓において様々な象徴・記章の混合が起こった。

### ビーズのネックレス
マスクが展示されるとき、通常は外されているが、ビーズのネックレスが付属しており、これは、端に蓮の花とウラエウスの留め金が付いた、金と青色のファイアンスの円盤形ビーズから成る三重のネックレスである。

## ギャラリー

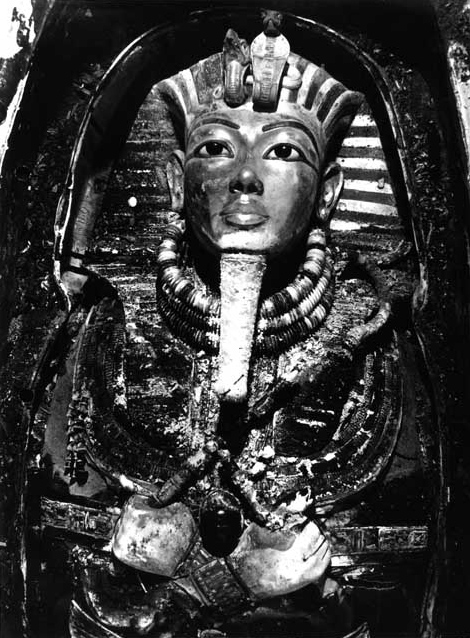
所定位置（石棺内）の黄金のマスク[注釈 5] 1925年
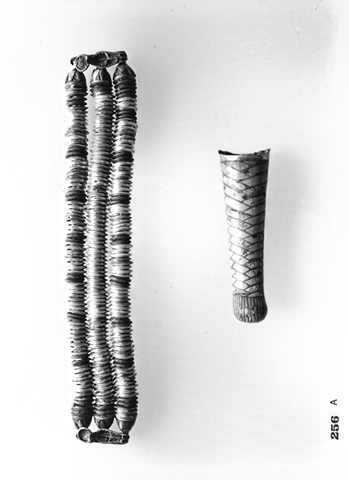
ビーズのネックレスとあごひげ 1925年
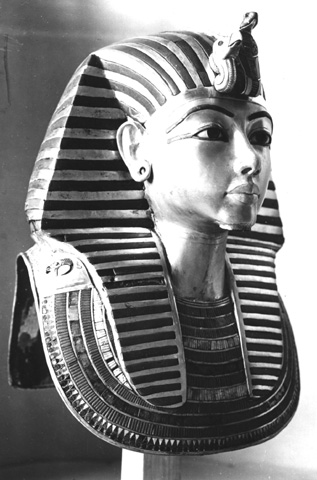
あごひげが取れた状態のマスク。
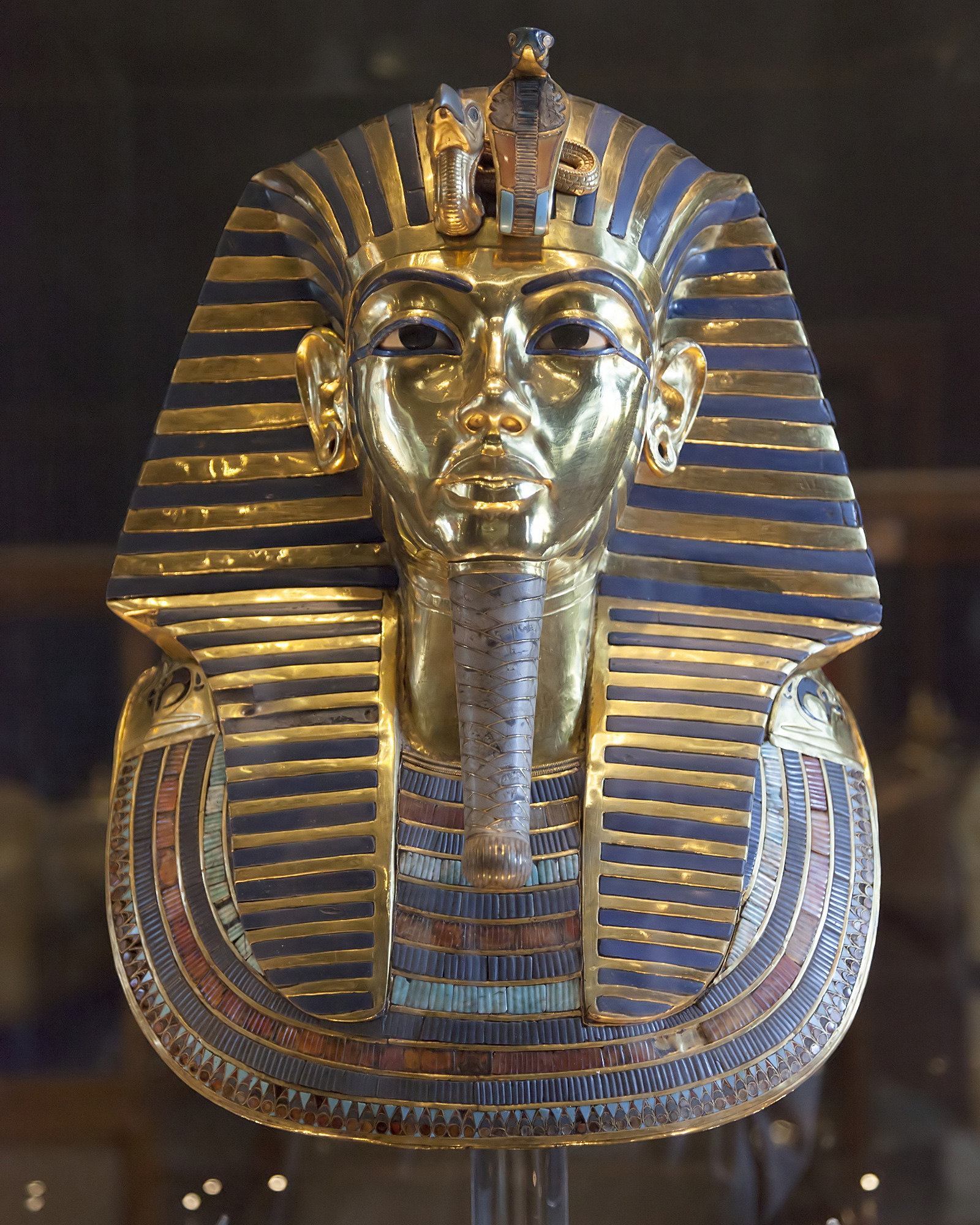
カイロ、エジプト考古学博物館で展示されているマスク
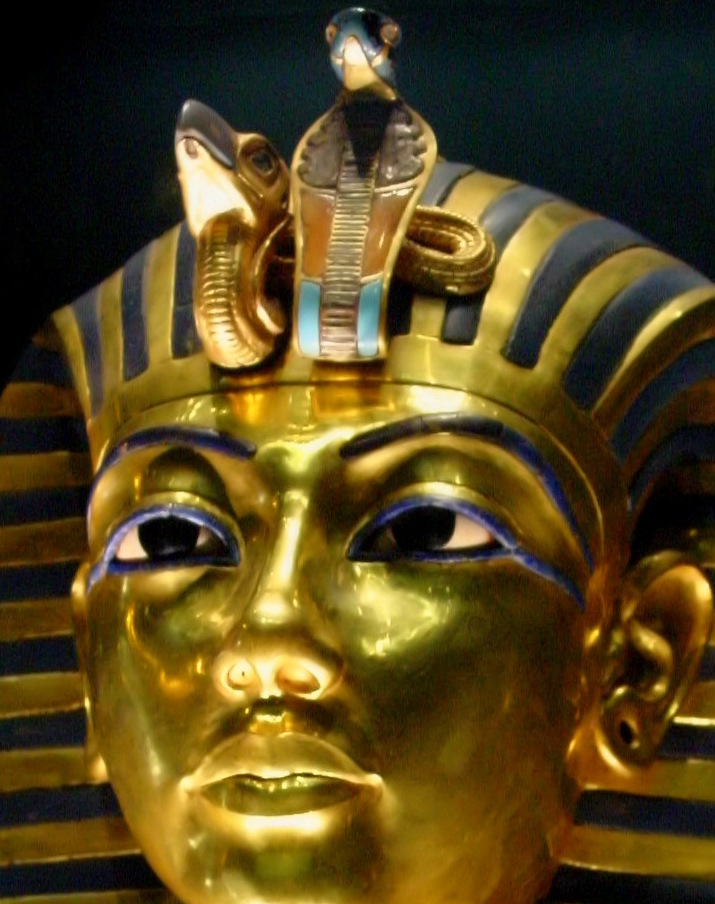
仮面の頭部を中心に撮影した画像。